# Marie-Anna Jonas

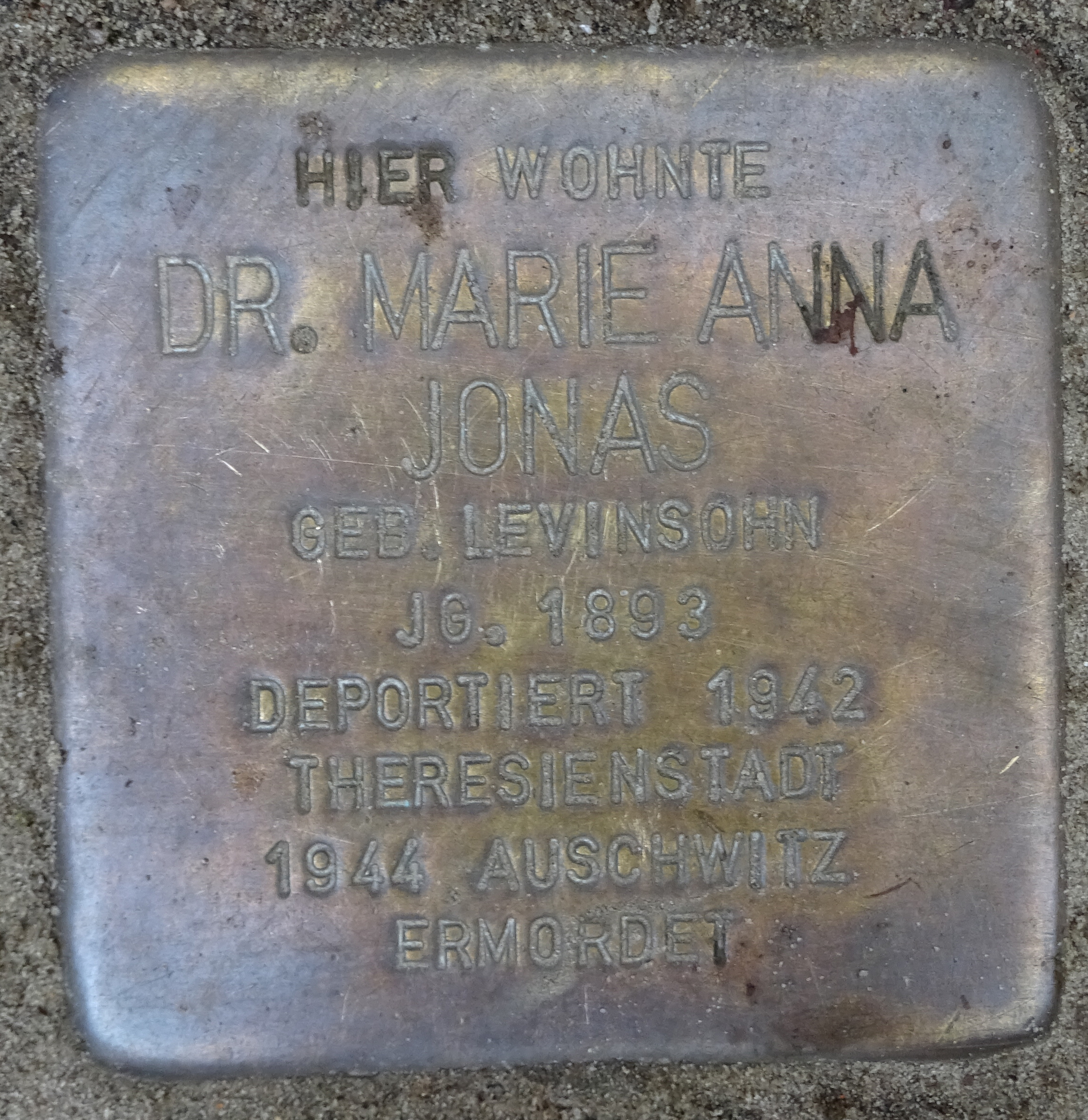
Stolperstein für Marie-Anna Jonas

Marie-Anna Jonas (* 12. Januar 1893 in Fischhausen; † 12. Oktober 1944 in Auschwitz) war eine deutsche Ärztin.

## Biografie

### Ostpreußen
Marie Jonas wurde am 12. Januar 1893 im ostpreußischen Fischhausen als Maria-Anna Levinsohn geboren. Sie war das dritte von vier Kindern der jüdischen Familie Levinsohn. Benno Levinsohn, Marie Jonas Vater, war Apotheker. Ab 1895 wohnte die Familie Levinsohn in Königsberg. Marie Jonas besuchte dort die Höhere Mädchenschule mit angeschlossenem Lehrerinnenseminar. 1911 bestand sie die Lehrerinnenprüfung. In den Jahren 1912 bis 1914 lebte Marie Jonas zur weiteren Ausbildung in England und Frankreich. Zuvor, als Marie Jonas 15 Jahre alt war, starben ihre Eltern.
Im Ersten Weltkrieg arbeitete sie gemeinsam mit ihrer älteren Schwester in Königsberg als Rot-Kreuz-Schwester. 1934 wurde ihr für diese Tätigkeit das Ehrenkreuz des Weltkrieges verliehen. 1917 begann Marie Jonas, sich auf die Abiturprüfung vorzubereiten. Im Alter von 26 Jahren, 1919, bestand sie diese. Im Anschluss nahm Marie Jonas an der Albertus-Universität Königsberg ein Medizinstudium auf. 1922 wurde sie mit einer Arbeit zu Komplikationen bei eitriger Mittelohrentzündung promoviert. 1923 folgte ihre Approbation.

### Hamburg
Im Jahr der Zulassung zur Berufsausübung als Ärztin, 1923, heiratete sie den ebenfalls promovierten Altphilologen Alberto Jonas. Dieser war Oberlehrer an der Hamburger Talmud Tora Schule. Alberto Jonas war vier Jahre älter als seine Frau. Im Jahr 1924 brachte Marie Jonas die gemeinsame Tochter Esther zur Welt. Im Jahr der Geburt seines Kindes wurde Alberto Jonas Direktor der Israelitischen Töchterschule in Hamburg. An dieser arbeitete Marie Jonas bis 1932 als Schulärztin. Nach 1932 war sie ehrenamtlich tätig; erst am Universitätskrankenhaus Eppendorf, dann am Israelitischen Krankenhaus. Ab 1938 arbeitete Marie Jonas als Krankenpflegerin. Außerdem unterrichtete sie an der Israelitischen Töchterschule Biologie und Gesundheitslehre. 
Gemeinsam mit ihrem Mann gehörte Marie Jonas der Henry-Jones-Loge an, einer einflussreichen jüdischen Vereinigung in Hamburg. Bis 1925 wohnte Familie Jonas in der Grindelallee 12. Danach lebte sie im Hamburger Stadtteil Eppendorf, im Woldsenweg 5. 1942 musste die Familie ihre Wohnung verlassen. Fortan wohnte sie in einem sogenannten Judenhaus am Laufgraben 39.

### Theresienstadt und Auschwitz
Im Juli 1942 wurde Marie Jonas gemeinsam mit ihrem Ehemann und ihrer Tochter nach Theresienstadt deportiert. Alberto Jonas verstarb dort wenige Wochen nach der Ankunft an Hirnhautentzündung. Marie Jonas arbeitete im Ghetto als Ärztin. Ihre Tochter Esther heiratete in Theresienstadt. Zusammen mit ihrem Ehemann gelangte sie nach Auschwitz. Sie überlebte das Konzentrationslager. Marie Jonas wurde im Jahr 1944 von Theresienstadt nach Auschwitz deportiert und dort am 12. Oktober ermordet.

## Gedenken
An ihrem Wohnort in Eppendorf, im Woldsenweg, erinnert ein Stolperstein an Marie Jonas. Im Jahr 2009 wurde in Hamburg ein öffentlicher Platz auf Betreiben ihrer Tochter Esther Bauer nach Marie Jonas benannt. Der Marie-Jonas-Platz liegt in der neuen Mitte Eppendorf. Seit 1998 trägt das Gebäude der ehemaligen Israelitischen Töchterschule in Hamburg den Namen des Ehemannes von Marie Jonas; es heißt Dr.-Alberto-Jonas-Haus.